# Min barnvakt är en vampyr
Min barnvakt är en vampyr (originaltitel: My Babysitter's a Vampire) är en kanadensisk skräckkomedi (vampyr-äventyr) som började att sändas på Teletoon den 9 oktober 2010, den 16 oktober 2010 på franska Télétoon, den 10 juni 2011 på amerikanska Disney Channel och den 31 oktober 2011 på svenska Disney Channel. Det kom senare en TV-serie med samma namn.

## Skådespelare
- Matthew Knight - Ethan
- Vanessa Morgan - Sarah
- Atticus Mitchell - Benny
- Cameron Kennedy - Rory
- Kate Todd - Erica
- Joe Dinicol - Jesse
- Ella Jonas Farlinger - Jane
- Ari Cohen - Ethans pappa
- Laura DeCarteret - Ethans mamma
- Hrant Alianak - Rektor Hicks
- Joan Gregson - Ethans farmor
- Cassie Steele - Rochelle
- Jamie Johnston - James